# Vicente Saeteros
Vicente Horacio Saeteros Sierra (Santa Ana, 6 de abril de 1968) es un eclesiástico católico ecuatoriano. Es el actual obispo de Machala, desde septiembre de 2022. Fue obispo auxiliar de Portoviejo, entre 2020 y 2022.

## Biografía
Vicente Horacio nació el día 6 de abril de 1968, en el cantón ecuatoriano de Santa Ana, Manabí. Hijo de Antonio Feresides Saeteros García y Gladis Dioselina Sierra Guevara, siendo el sexto de ocho hijos.
Realizó su formación primaria en la escuela «9 de octubre» de su pueblo natal.
Realizó su formación secundaria en Colegio Albertina Rivas Medina, donde realizó los tres primeros cursos, y en el Colegio Nacional nocturno Horacio Hidrovo Velásquez, donde terminó los tres últimos cursos faltantes.
En 1993 entró al Seminario Mayor de Portoviejo, donde realizó sus estudios de filosofía y teología, junto con 22 jóvenes, siendo estos los primeros en ingresar a esta casa de formación.
Realizó estudios de especialización en la Pontificia Universidad Gregoriana, (2001-2004) donde obtuvo la licenciatura en historia eclesiástica; escribió una tesis sobre el presidente García Moreno.

### Sacerdocio
Fue ordenado diácono el 4 de junio de 1999, en la Catedral de Portoviejo, a manos del obispo Lorenzo Voltolini Esti; teniendo como co-consagrante al entonces arzobispo Mario Ruiz Navas.
Su ordenación sacerdotal fue el 25 de mayo del 2000, a manos del arzobispo Mario Ruiz Navas, en la Catedral Metropolitana de Portoviejo, a la edad de 31 años.
Como sacerdote desempeñó los siguientes ministerios:
- Párroco de La Encarnación de Jipijapa (2000-2001).
- Formador y profesor del Seminario Mayor de Portoviejo (2004-2009).
- Párroco del Santo Rostro de Jesús (2006-2009).
- Rector del Seminario Mayor de Portoviejo (2010-2012).
- Párroco de San Cayetano en Chone; Vicario Episcopal de la Zona Norte - Chone (2013-2018).[4]
- Responsable y animador de la Pastoral Comunitaria y de la Pastoral de Multitudes (2004-2018).
- Vicario General de Portoviejo (2018-2020).
- Párroco de la Catedral Metropolitana de Portoviejo (2019-2020).

## Episcopado

### Obispo Auxiliar de Portoviejo
El 16 de mayo de 2020, el papa Francisco lo nombró obispo titular de Rusuccuru y obispo auxiliar de Portoviejo. Fue consagrado el 15 de agosto del mismo año, en la Iglesia San Cayetano de Chone, a manos del arzobispo Eduardo Castillo Pino.

### Obispo de Machala
El 27 de septiembre de 2022, el papa Francisco lo nombró obispo de Machala. Tomó posesión canónica el 19 de noviembre del mismo año, en una ceremonia en la catedral de Machala.